# Dalero
Dalero – srebrna moneta i popularny środek płatniczy w Hiszpanii nowożytnej i jej koloniach. Był to wariant austriacko-niemieckiego talara i pierwowzór amerykańskiego dolara. 
Daleros były warte tyle co talary, tzn. 2 floreny-guldeny habsburskie (120 grajcarów).  (1 floren = 60 grajcarów.